# Die Schatzinsel (1972)
Die Schatzinsel (Originaltitel: Treasure Island / La Isla del Tesoro) ist ein deutsch-italienisch-spanisch-französisch-britischer Abenteuerfilm aus dem Jahre 1972 nach dem gleichnamigen Roman von Robert Louis Stevenson mit Orson Welles in einer Hauptrolle. Herstellungsfirmen waren CCC-Film, Equiluz, Seven Film, F.D.L. und Massfilms. Der Film spielt im 18. Jahrhundert an der englischen Küste um Bristol und in der Südsee und handelt von einer Schatzexpedition, die durch Verrat durch die Mannschaft des Schiffes gefährdet wird. Er wurde in Spanien gedreht und erschien in der Bundesrepublik Deutschland am 26. Dezember 1972.

## Handlung
In einem abgelegenen Wirtshaus an der englischen Küste nahe Bristol quartiert sich ein exzentrischer Seemann namens Billy Bones ein, der mysteriöse weitere Seeleute anzieht, den „Schwarzen Hund“ und den blinden Pew, früher Spießgesellen Bones‘ unter dem Piratenkapitän Flint. Sie sind hinter der Karte eines Schatzes auf einer Südseeinsel her, die aber nach dem Tod Bones‘ und Pews dem minderjährigen Sohn der Wirtin, Jim Hawkins, in die Hände fällt.
Die örtlichen Honoratioren, Landarzt Dr. Livesey und Gutsherr Trelawney, beschließen daraufhin eine Expedition, um den Schatz zu heben. Jim soll als Schiffsjunge dabei sein. In Bristol lernt Jim den zwielichtigen und einbeinigen Long John Silver kennen, der als Smutje ebenfalls mit auf die Reise geht und der den Großteil der Mannschaft angeheuert hat, einschließlich ihm selbst ebenfalls Flints Piraten, wovon sonst keiner eine Ahnung hat, und die es ebenfalls auf den Schatz abgesehen haben, nachdem Trelawney das Geheimnis unbedarft ausgeplaudert hatte. Kapitän Smollett zeigt sich, zum Leidwesen Trelawneys, skeptisch bezüglich Reise und Besatzung, sticht aber dennoch in See. Auf hoher See belauscht Jim, wie der scheinbar gutmütige Silver mit seinen Kumpanen den Verrat plant und warnt seine Leute.
Auf der Insel, einem früheren Schlupfwinkel Flints, angekommen, trennen sich die beiden Parteien und Jims Gruppe kann ein verlassenes Fort besetzen. Ein Verhandlungsversuch Silvers scheitert, es kommt zum Kampf ums Fort, wobei die Piraten zunächst den Kürzeren ziehen. Jim war zuvor bereits beim Erkunden der Insel auf eigene Faust unvermittelt auf einen ausgesetzten Matrosen Flints getroffen, Ben Gunn, mit dem er sich gegen die Piraten verbündet hatte. Von einem erneuten Ausflug zum Fort zurückgekehrt, findet er es durch die Feinde besetzt vor, er wird als Geisel und sodann mit auf Schatzsuche genommen. Auf dem Weg zum Versteck des Schatzes stößt die Bande auf ein Skelett, ebenfalls einer von Flints Leuten, von diesem getötet und als Wegweiser drapiert. Am Schatz treffen alle Beteiligten wieder zusammen. Silver, der Jim zuvor vor seinen Leuten beschützt hat, wird festgesetzt und die Rückreise beginnt.

## Hintergrund
Als Orson Welles verschiedene Produzenten nicht zur Umsetzung des Shakespeare-Werkes Falstaff bewegen konnte, bot er an, darüber hinaus das vermeintlich populärere und lukrativere Thema „Die Schatzinsel“ zu bearbeiten, wobei er sich, nachdem er ein Skript verfasst hatte, als Regisseur und Darsteller Silvers anbot. Beide Filme sollten bei geringen Mehrkosten gleichzeitig am selben Ort mit denselben Schauspielern produziert werden. Der spanische Produzent Emiliano Piedra ging darauf ein und man begann mit Die Schatzinsel in Farbe und mit Falstaff in Schwarzweiß. Welles zufolge unterstützte Piedra jedoch zu sehr Die Schatzinsel, für die er daher Mittel von Welles´ eigentlich favorisiertem Werk Falstaff abzog, woraufhin dieses ursprüngliche Vorhaben zugunsten von Die Schatzinsel bald aufgegeben wurde. Jahre später jedoch verfolgte Welles das Projekt mit Regisseur John Hough weiter, bemängelte aber Änderungen in seinem Skript, weshalb er lediglich unter Pseudonym O. W. Jeeves genannt sein wollte.

## Kritiken
„Nah an der Vorlage. Prächtig gespielt.“

„Handwerklich routiniert, aber vordergründig und fantasielos inszeniert.“

## Sonstiges
Der Film ist bei Universum Film auf DVD erschienen.